# Hermonassa hyalina
Hermonassa hyalina är en fjärilsart som beskrevs av Charles Boursin. Hermonassa hyalina ingår i släktet Hermonassa och familjen nattflyn. Inga underarter finns listade i Catalogue of Life.